# الشعيب (القبيطة)

تعديل مصدري - تعديل

الشعيب هي إحدى قرى عزلة الهجر هدلان بمديرية القبيطة التابعة لمحافظة لحج، بلغ تعداد سكانها 856 نسمة حسب تعداد اليمن لعام 2004.